# Наха Минт Мукнасс
Наха Минт Хамди ульд Мукнасс (араб. الناهة بنت مكناس‎, род. 10 марта 1969, Нуакшот) — мавританская политическая и государственная деятельница. Лидер пропрезидентской партии «Союз за демократию и прогресс». Действующий министр торговли, промышленности и туризма с августа 2020 года. В прошлом — министр иностранных дел и сотрудничества Мавритании (2009—2011), министр торговли, промышленности и туризма (2014—2018),  министр национального образования и профессионального обучения (2018—2019), министр водных ресурсов и санитарии (2019—2020). Стала первой женщиной, возглавившей министерство иностранных дел, не только в истории своей страны, но и всего арабского мира.

## Биография
Родилась 10 марта 1969 года в Нуакшоте. Её отец Хамди ульд Мукнасс (1932—1999) занимал пост министра иностранных дел в правительстве Моктар ульд Дадда и в 1993 году основал партию «Союз за демократию и прогресс» (UDP).
Окончила национальный лицей для девочек в Нуакшоте (Lycée national de Nouakchott) в 1977 года. После окончания лицея изучала медицину в Дакаре. Постоянные протесты студентов в Сенегале привели к нескольким «пустым годам». Обеспокоенная своим будущим, Наха уехала из Сенегала во Францию и поступила в Высший институт управления (ISG) в XVI округе Парижа. В 1986 году получила степень бакалавра. В 1994 году получила диплом о специальном высшем образовании 3-го цикла (DESS). Стажировалась шесть месяцев во французском банке Crédit Commercial de France (CCF), ныне входящим в британский финансовый конгломерат HSBC. Отказалась от работы в банке CCF и вернулась в Мавританию.
В 1994—1996 годах — руководитель на заводе по розливу «Кока-кола» в Мавритании.
После смерти отца, в 2000 году избрана президентом партии «Союз за демократию и прогресс» (UDP).
В 2000—2001 годах — советник при президенте Тайя, в 2001—2005 годах — советник-посланник (ministre conseiller) при президенте Тайя до его свержения в результате государственного переворота.
По результатам парламентских выборов 2006 года избрана депутатом Национального собрания.
После президентских выборов 2009 года, 12 августа получила портфель министра иностранных дел во втором правительстве Мулайе ульд Мухаммед Лагдафа. Единственная женщина в сформированном Лаграфом правительстве.
По результатам парламентских выборов 2013 года избрана депутатом Национального собрания.
С августа 2014 года по 11 июня 2018 года — министр торговли, промышленности и туризма в правительстве Яхьи ульд Хадемина, с 11 июня по октябрь 2018 — министр социальных дел, по делам детей и семьи в том же правительстве.
С октября 2018 по март 2019 года — министр национального образования и профессионального обучения в правительстве Мохамеда Салема ульд Башира.
С марта 2019 года по август 2020 года — министр водных ресурсов и санитарии в правительстве Исмаила ульд Шейх Сидия.
С августа 2020 года — министр торговли, промышленности и туризма в правительстве Мохамеда ульд Биляля.
Владеет арабским, французским и английскими языками.